# Shohei Kishida
Shohei Kishida (岸田 翔平 Kishida Shohei?, nacido el 3 de abril de 1990 en Oita) es un futbolista japonés que se desempeña como defensa.

## Trayectoria

### Clubes
| Club             | País  | Año         |
| ---------------- | ----- | ----------- |
| Sagan Tosu       | Japón | 2012 - 2014 |
| V-Varen Nagasaki | Japón | 2015 - 2016 |
| Oita Trinita     | Japón | 2017 -      |

## Estadística de carrera

### J. League
| Club             | Año   | J. League | J. League | Copa J. League | Copa J. League | Total | Total |
| Club             | Año   | Part.     | Goles     | Part.          | Goles          | Part. | Goles |
| ---------------- | ----- | --------- | --------- | -------------- | -------------- | ----- | ----- |
| Sagan Tosu       | 2012  | 1         | 0         | 0              | 0              | 1     | 0     |
| Sagan Tosu       | 2013  | 3         | 0         | 2              | 0              | 5     | 0     |
| Sagan Tosu       | 2014  | 0         | 0         | 2              | 0              | 2     | 0     |
| V-Varen Nagasaki | 2015  | 24        | 0         | -              | -              | 24    | 0     |
| V-Varen Nagasaki | 2016  | 34        | 4         | -              | -              | 34    | 4     |
| Oita Trinita     | 2017  | 29        | 1         | -              | -              | 29    | 1     |
| Total            | Total | 91        | 5         | 4              | 0              | 95    | 5     |